# Campeonato Ecuatoriano de Fútbol Serie B 2018
El Campeonato Ecuatoriano de Fútbol Serie B 2018, llamado oficialmente «Copa Lubricantes Havoline Serie B 2018» por motivos de patrocinio, fue la cuadragésima primera (41.ª) edición de la Serie B del fútbol profesional ecuatoriano. Este torneo local de nivel nacional consistió de un sistema de 2 etapas. La primera y segunda etapa se desarrollaron con un sistema de todos contra todos. Los cuatro equipos que terminaron primeros en la tabla acumulada ascendieron a la Serie A de la siguiente temporada. Comenzó a disputarse en 3 de marzo y finalizó el 25 de noviembre.
Mushuc Runa Sporting Club de la provincia de Tungurahua, tras una excelente campaña consiguió su primer título en la categoría, esto le valió para además de ascender a la Serie A y volver a primera división después de 3 temporadas, disputar el repechaje para la Copa Sudamericana 2019, el cual ganó a SD Aucas, de forma histórica jugó por primera vez un torneo internacional en el 2019.
El subcampeón del torneo fue el Club Deportivo América de la ciudad de Quito, en una temporada de altos y bajos el equipo cebollita al final logró ubicarse en el segundo lugar de la tabla acumulada, esto le permitió conseguir el segundo ascenso y volvió a la máxima categoría del fútbol ecuatoriano después de 30 años. 

## Sistema de juego
El Campeonato Ecuatoriano de la Serie B 2018 se jugó en dos etapas, según lo establecido, fue jugado por 12 equipos que se disputaron el ascenso en dos etapas. En total se jugaron 44 fechas que iniciaron en marzo.
La primera etapa se jugó todos contra todos (22 fechas). La segunda etapa se jugó de igual manera que la primera todos contra todos (22 fechas).
Concluidas las 44 fechas del torneo los 2 primeros de la tabla general ascendieron a la Serie A de 2019. El primero de la tabla general fue proclamado el campeón y disputó la definición del cuarto y último cupo a la Copa Sudamericana en partido de ida y vuelta entre el campeón de la Serie B contra el octavo de la tabla acumulada de la Serie A; el segundo mejor ubicado fue declarado subcampeón, debido a la resolución tomada por la Liga Profesional de Fútbol del Ecuador el 21 de agosto de 2018 donde se decidió aumentar a 16 el número de equipos en la Serie A para 2019 por tanto el 3.° y 4.° de la tabla acumulada ascendieron para la siguiente temporada.
El descenso fue para los dos últimos equipos con puntaje negativo en la tabla acumulada al concluirse las 44 fechas, perdieron la categoría y disputaron la Segunda Categoría en la temporada 2019, así mismo debido a la resolución de la Liga Pro en Serie B fueron 10 equipos, por tanto los dos equipos que descendieron fueron reinstaurados para el 2019.

## Relevo anual de clubes
| Pos  | Descendidos de la Serie A |
| ---- | ------------------------- |
| 11.º | Clan Juvenil              |
| 12.º | Fuerza Amarilla           |

| Pos | Ascendidos de la Serie B |
| --- | ------------------------ |
| 1.º | Técnico Universitario    |
| 2.º | Aucas                    |

| Pos  | Descendidos de la Serie B |
| ---- | ------------------------- |
| 11.º | Imbabura                  |
| 12.º | Colón                     |

| Pos | Ascendidos de la Segunda Categoría |
| --- | ---------------------------------- |
| 1.º | Puerto Quito                       |
| 2.º | Orense                             |

## Equipos participantes
Los estadios para la temporada 2018, página oficial FEF.
| Nombre del club                            | Ciudad       | Provincia  | Entrenador         | Estadio                   | Capacidad | Marca           | Patrocinador                          |
| ------------------------------------------ | ------------ | ---------- | ------------------ | ------------------------- | --------- | --------------- | ------------------------------------- |
| Club Deportivo América de Quito            | Quito        | Pichincha  | Francisco Correa   | Olímpico Atahualpa        | 38 258    | Astro           | Consorcio Pichincha                   |
| Club Deportivo Clan Juvenil                | Sangolquí    | Pichincha  | Luis Tenorio       | General Rumiñahui         | 7233      | Spyro           | Goalinter                             |
| Fuerza Amarilla Sporting Club              | Machala      | El Oro     | Raúl Duarte        | 9 de Mayo                 | 16 456    | Spric           | EXBAFRUC                              |
| Gualaceo Sporting Club                     | Gualaceo     | Azuay      | Jorge Alfonso      | Gerardo León Pozo         | 3171      | Boman           | GAD Municipal de Gualaceo             |
| Liga Deportiva Universitaria de Loja       | Loja         | Loja       | Geovanny Ruiz      | Reina del Cisne           | 13 359    | John Jampier    | Banco de Loja / GolTV                 |
| Liga Deportiva Universitaria de Portoviejo | Portoviejo   | Manabí     | Mario Saralegui    | Reales Tamarindos         | 21 000    | Boman           | GolTV / Radio Scandalo                |
| Manta Fútbol Club                          | Manta        | Manabí     | Luis Suárez        | Jocay                     | 18 125    | Valë Sportswear | Atún Isabel                           |
| Mushuc Runa Sporting Club                  | Ambato       | Tungurahua | Geovanny Cumbicus  | Bellavista                | 16 467    | Elohim          | Cooperativa Mushuc Runa               |
| Centro Deportivo Olmedo                    | Riobamba     | Chimborazo | Ricardo Dillon     | Olímpico de Riobamba      | 14 400    | Boman           | GolTV                                 |
| Orense Sporting Club                       | Machala      | El Oro     | Orly García        | 9 de Mayo                 | 16 456    | JMP Sport       | GAD Municipal de Machala              |
| Club Deportivo Puerto Quito                | Puerto Quito | Pichincha  | Héctor González    | Olímpico de Santo Domingo | 10 172    | Boman           | Constructora Wilson Erazo / SoftWater |
| Club Deportivo y Social Santa Rita         | Vinces       | Los Ríos   | Cristóbal Quintana | 14 de Junio               | 3000      | DT Sport        | GAD Provincial de Los Ríos            |

## Equipos por ubicación geográfica
| Provincia  | N.º | Equipos                                          |
| ---------- | --- | ------------------------------------------------ |
| Pichincha  | 3   | - América de Quito - Clan Juvenil - Puerto Quito |
| El Oro     | 2   | - Fuerza Amarilla - Orense                       |
| Manabí     | 2   | - Liga de Portoviejo - Manta                     |
| Azuay      | 1   | - Gualaceo                                       |
| Chimborazo | 1   | - Olmedo                                         |
| Loja       | 1   | - Liga de Loja                                   |
| Los Ríos   | 1   | - Santa Rita                                     |
| Tungurahua | 1   | - Mushuc Runa                                    |

| Manta Liga de Portoviejo Mushuc Runa América de Quito Puerto Quito Olmedo Liga de Loja Gualaceo Clan Juvenil Fuerza Amarilla Orense Santa Rita |

## Cambio de entrenadores
| Equipo             | Pos. | Entrenador Saliente   | Último Partido                        | Fecha | Entrenador Sucesor    | Fecha Debut | Ref           |
| ------------------ | ---- | --------------------- | ------------------------------------- | ----- | --------------------- | ----------- | ------------- |
| Clan Juvenil       | 10   | Julio Asad            | Clan Juvenil 2 : 1 Mushuc Runa        | 4.°   | Luis Fernando Espinel | 5.°         | [ 3 ]         |
| Manta              | 11   | Rolando Azás          | Manta 0 : 1 Puerto Quito              | 7.°   | Luis Suárez           | 10.°        | [ 4 ] [ 5 ]   |
| Orense             | 10   | Orly García           | Orense 3 : 1 Liga de Loja             | 14.°  | Julio César Toresani  | 16.°        | [ 6 ]         |
| Olmedo             | 6    | Pablo Bravo           | Fuerza Amarilla 3 : 2 Olmedo          | 15.°  | Ricardo Dillon        | 19.°        | [ 7 ]         |
| Liga de Portoviejo | 4    | Richard Preza         | Mushuc Runa 1 : 1 Liga de Portoviejo  | 15.°  | Darío Tempesta        | 17.°        | [ 8 ]         |
| Gualaceo           | 11   | Fabián Frías          | Manta 2 : 2 Gualaceo                  | 23.°  | Ángel Gracia          | 25.°        | [ 9 ] [ 10 ]  |
| Liga de Portoviejo | 6    | Darío Tempesta        | Clan Juvenil 1 : 0 Liga de Portoviejo | 23.°  | Mario Saralegui       | 25.°        | [ 11 ]        |
| Gualaceo           | 12   | Ángel Gracia          | Gualaceo 1 : 1 Clan Juvenil           | 26.°  | Jorge Alfonso         | 28.°        | [ 12 ]        |
| Orense             | 12   | Julio César Toresani  | Orense 0 : 2 América de Quito         | 28.°  | Orly García           | 29.°        |               |
| Liga de Loja       | 10   | Roberto Gamarra       | Orense 1 : 0 Liga de Loja             | 30.°  | Geovanny Ruíz         | 31.°        | [ 13 ]        |
| Santa Rita         | 9    | Ricardo Merchancano   | Santa Rita 0 : 1 Puerto Quito         | 32.°  | Matías Tatangelo      | 33.°        | [ 14 ] [ 15 ] |
| Clan Juvenil       | 11   | Luis Fernando Espinel | Clan Juvenil 0 : 1 Fuerza Amarilla    | 34.°  | Luis Tenorio          | 39.°        |               |
| Santa Rita         | 8    | Matías Tatangelo      | Fuerza Amarilla 1 : 0 Santa Rita      | 37°   | Cristóbal Quintana    | 39.°        |               |

## Primera etapa

### Clasificación
|     | Equipo             | PJ | PG | PE | PP | GF | GC | DG  | PTS |
| --- | ------------------ | -- | -- | -- | -- | -- | -- | --- | --- |
| 1.  | América de Quito   | 22 | 10 | 8  | 4  | 30 | 17 | +13 | 38  |
| 2.  | Olmedo             | 22 | 9  | 9  | 4  | 33 | 26 | +7  | 36  |
| 3.  | Fuerza Amarilla    | 22 | 9  | 8  | 5  | 21 | 20 | +1  | 35  |
| 4.  | Mushuc Runa        | 22 | 10 | 4  | 8  | 30 | 23 | +7  | 34  |
| 5.  | Santa Rita         | 22 | 9  | 7  | 6  | 25 | 27 | −2  | 34  |
| 6.  | Liga de Portoviejo | 22 | 9  | 6  | 7  | 27 | 27 | 0   | 33  |
| 7.  | Puerto Quito       | 22 | 7  | 9  | 6  | 29 | 27 | +2  | 30  |
| 8.  | Manta              | 22 | 7  | 6  | 9  | 28 | 29 | −1  | 27  |
| 9.  | Liga de Loja       | 22 | 5  | 9  | 8  | 14 | 18 | −4  | 23  |
| 10. | Clan Juvenil       | 22 | 6  | 5  | 11 | 20 | 29 | −9  | 23  |
| 11. | Gualaceo           | 22 | 5  | 7  | 10 | 14 | 19 | −5  | 22  |
| 12. | Orense             | 22 | 4  | 6  | 12 | 24 | 33 | −9  | 18  |

### Evolución de la clasificación
| Equipo / Fecha     | 01 | 02 | 03 | 04 | 05 | 06 | 07 | 08 | 09 | 10 | 11 | 12 | 13 | 14 | 15 | 16 | 17 | 18 | 19 | 20 | 21 | 22 |
| ------------------ | -- | -- | -- | -- | -- | -- | -- | -- | -- | -- | -- | -- | -- | -- | -- | -- | -- | -- | -- | -- | -- | -- |
| América de Quito   | 9  | 3  | 1  | 1  | 3  | 4  | 6  | 5  | 6  | 3  | 4  | 3  | 3  | 2  | 2  | 2  | 1  | 1  | 1  | 1  | 1  | 1  |
| Olmedo             | 4  | 5  | 4  | 4  | 5  | 2  | 2  | 4  | 3  | 5  | 6  | 5  | 6  | 5  | 6  | 6  | 7  | 6  | 6  | 4  | 4  | 2  |
| Fuerza Amarilla    | 10 | 6  | 6  | 2  | 1  | 1  | 1  | 1  | 1  | 1  | 1  | 1  | 1  | 1  | 1  | 1  | 3  | 4  | 5  | 2  | 2  | 3  |
| Mushuc Runa        | 2  | 1  | 3  | 6  | 7  | 6  | 3  | 2  | 5  | 2  | 2  | 2  | 5  | 7  | 5  | 5  | 4  | 5  | 2  | 3  | 3  | 4  |
| Santa Rita         | 8  | 10 | 9  | 9  | 6  | 8  | 5  | 3  | 2  | 4  | 3  | 6  | 2  | 3  | 3  | 4  | 2  | 3  | 4  | 6  | 6  | 5  |
| Liga de Portoviejo | 1  | 7  | 7  | 3  | 2  | 3  | 4  | 7  | 8  | 8  | 5  | 4  | 4  | 4  | 4  | 3  | 5  | 2  | 3  | 5  | 5  | 6  |
| Puerto Quito       | 5  | 2  | 2  | 7  | 9  | 10 | 9  | 8  | 7  | 6  | 7  | 7  | 7  | 6  | 7  | 7  | 6  | 8  | 7  | 7  | 7  | 7  |
| Manta              | 12 | 12 | 11 | 12 | 12 | 11 | 11 | 11 | 11 | 12 | 12 | 12 | 12 | 12 | 10 | 10 | 8  | 7  | 8  | 8  | 8  | 8  |
| Liga de Loja       | 3  | 8  | 8  | 5  | 4  | 5  | 7  | 6  | 4  | 7  | 8  | 8  | 8  | 9  | 9  | 9  | 9  | 9  | 9  | 9  | 9  | 9  |
| Clan Juvenil       | 11 | 11 | 12 | 10 | 10 | 9  | 10 | 10 | 10 | 10 | 10 | 11 | 9  | 11 | 12 | 11 | 11 | 10 | 11 | 11 | 11 | 10 |
| Gualaceo           | 6  | 9  | 10 | 11 | 11 | 12 | 12 | 12 | 12 | 11 | 11 | 9  | 10 | 8  | 8  | 8  | 10 | 11 | 10 | 10 | 10 | 11 |
| Orense             | 7  | 4  | 5  | 8  | 8  | 7  | 8  | 9  | 9  | 9  | 9  | 10 | 11 | 10 | 11 | 12 | 12 | 12 | 12 | 12 | 12 | 12 |

### Resultados
| Archivo:Icono Orense.png | Orense             | 1 - 1 Archivado el 8 de marzo de 2018 en Wayback Machine.  | Olmedo          |  | 9 de Mayo                 | 3 de marzo | 15:00 | No tiene |
|                          | Santa Rita         | 1 - 1 Archivado el 9 de marzo de 2018 en Wayback Machine.  | Liga de Loja    |  | 14 de Junio               | 3 de marzo | 15:30 | No tiene |
|                          | Liga de Portoviejo | 3 - 1 Archivado el 9 de marzo de 2018 en Wayback Machine.  | Clan Juvenil    |  | Reales Tamarindos         | 3 de marzo | 16:00 | No tiene |
|                          | Mushuc Runa        | 2 - 0 Archivado el 10 de marzo de 2018 en Wayback Machine. | Manta           |  | Bellavista                | 3 de marzo | 16:00 | No tiene |
|                          | América de Quito   | 0 - 0 Archivado el 9 de marzo de 2018 en Wayback Machine.  | Fuerza Amarilla |  | Olímpico Atahualpa        | 4 de marzo | 09:30 | No tiene |
|                          | Gualaceo           | 1 - 1 Archivado el 9 de marzo de 2018 en Wayback Machine.  | Puerto Quito    |  | Alejandro Serrano Aguilar | 4 de marzo | 15:30 | No tiene |

|  | Liga de Loja    | 1 - 1 Archivado el 12 de marzo de 2018 en Wayback Machine. | Mushuc Runa        |                          | Reina del Cisne           | 9 de marzo  | 19:30 | No tiene |
|  | Fuerza Amarilla | 1 - 0 Archivado el 13 de marzo de 2018 en Wayback Machine. | Santa Rita         |                          | 9 de Mayo                 | 10 de marzo | 15:00 | No tiene |
|  | Manta           | 0 - 2 Archivado el 13 de marzo de 2018 en Wayback Machine. | América de Quito   |                          | Jocay                     | 10 de marzo | 15:00 | No tiene |
|  | Puerto Quito    | 2 - 0 Archivado el 13 de marzo de 2018 en Wayback Machine. | Liga de Portoviejo |                          | Olímpico de Santo Domingo | 10 de marzo | 15:00 | No tiene |
|  | Olmedo          | 1 - 0 Archivado el 13 de marzo de 2018 en Wayback Machine. | Gualaceo           |                          | Olímpico de Riobamba      | 11 de marzo | 12:00 | No tiene |
|  | Clan Juvenil    | 1 - 2 Archivado el 13 de marzo de 2018 en Wayback Machine. | Orense             | Archivo:Icono Orense.png | General Rumiñahui         | 11 de marzo | 12:00 | No tiene |

|                          | Mushuc Runa        | 1 - 1 Archivado el 23 de marzo de 2018 en Wayback Machine. | Puerto Quito    |  | Bellavista         | 16 de marzo | 19:30 | No tiene |
|                          | Liga de Loja       | 0 - 0 Archivado el 23 de marzo de 2018 en Wayback Machine. | Fuerza Amarilla |  | Reina del Cisne    | 16 de marzo | 19:30 | No tiene |
| Archivo:Icono Orense.png | Orense             | 0 - 0 Archivado el 23 de marzo de 2018 en Wayback Machine. | Gualaceo        |  | 9 de Mayo          | 17 de marzo | 15:30 | No tiene |
|                          | Santa Rita         | 1 - 1 Archivado el 23 de marzo de 2018 en Wayback Machine. | Manta           |  | 14 de Junio        | 17 de marzo | 16:00 | No tiene |
|                          | Liga de Portoviejo | 1 - 1 Archivado el 23 de marzo de 2018 en Wayback Machine. | Olmedo          |  | Reales Tamarindos  | 17 de marzo | 16:00 | No tiene |
|                          | América de Quito   | 1 - 0 Archivado el 22 de marzo de 2018 en Wayback Machine. | Clan Juvenil    |  | Olímpico Atahualpa | 19 de marzo | 16:45 | No tiene |

|  | Manta           | 0 - 1 Archivado el 26 de marzo de 2018 en Wayback Machine. | Liga de Loja       |                          | Jocay                     | 24 de marzo | 12:00 | No tiene |
|  | Puerto Quito    | 0 - 1 Archivado el 26 de marzo de 2018 en Wayback Machine. | Santa Rita         |                          | Olímpico de Santo Domingo | 24 de marzo | 15:00 | No tiene |
|  | Olmedo          | 2 - 2 Archivado el 27 de marzo de 2018 en Wayback Machine. | América de Quito   |                          | Olímpico de Riobamba      | 25 de marzo | 12:00 | No tiene |
|  | Clan Juvenil    | 2 - 1 Archivado el 27 de marzo de 2018 en Wayback Machine. | Mushuc Runa        |                          | General Rumiñahui         | 25 de marzo | 12:00 | No tiene |
|  | Fuerza Amarilla | 1 - 0 Archivado el 27 de marzo de 2018 en Wayback Machine. | Orense             | Archivo:Icono Orense.png | 9 de Mayo                 | 25 de marzo | 15:30 | No tiene |
|  | Gualaceo        | 1 - 2 Archivado el 27 de marzo de 2018 en Wayback Machine. | Liga de Portoviejo |                          | Gerardo León Pozo         | 25 de marzo | 16:00 | No tiene |

|  | Liga de Loja       | 2 - 0 Archivado el 3 de abril de 2018 en Wayback Machine. | Puerto Quito |                          | Reina del Cisne    | 29 de marzo | 19:30 | No tiene |
|  | América de Quito   | 0 - 0 Archivado el 3 de abril de 2018 en Wayback Machine. | Gualaceo     |                          | Olímpico Atahualpa | 31 de marzo | 13:15 |          |
|  | Mushuc Runa        | 0 - 1 Archivado el 2 de abril de 2018 en Wayback Machine. | Olmedo       |                          | Bellavista         | 31 de marzo | 16:00 |          |
|  | Liga de Portoviejo | 4 - 3 Archivado el 2 de abril de 2018 en Wayback Machine. | Orense       | Archivo:Icono Orense.png | Reales Tamarindos  | 31 de marzo | 16:00 | No tiene |
|  | Santa Rita         | 0 - 0 Archivado el 2 de abril de 2018 en Wayback Machine. | Clan Juvenil |                          | 14 de Junio        | 31 de marzo | 16:00 | No tiene |
|  | Fuerza Amarilla    | 1 - 0 Archivado el 3 de abril de 2018 en Wayback Machine. | Manta        |                          | 9 de Mayo          | 1 de abril  | 15:30 | No tiene |

|                          | Clan Juvenil | 1 - 0 Archivado el 10 de abril de 2018 en Wayback Machine. | Liga de Loja       |  | General Rumiñahui         | 6 de abril | 14:00 | No tiene |
|                          | Puerto Quito | 0 - 1 Archivado el 10 de abril de 2018 en Wayback Machine. | Fuerza Amarilla    |  | Olímpico de Santo Domingo | 7 de abril | 14:00 |          |
| Archivo:Icono Orense.png | Orense       | 2 - 1 Archivado el 10 de abril de 2018 en Wayback Machine. | América de Quito   |  | 9 de Mayo                 | 7 de abril | 16:00 |          |
|                          | Olmedo       | 2 - 2 Archivado el 10 de abril de 2018 en Wayback Machine. | Santa Rita         |  | Olímpico de Riobamba      | 7 de abril | 16:00 | No tiene |
|                          | Manta        | 4 - 2 Archivado el 10 de abril de 2018 en Wayback Machine. | Liga de Portoviejo |  | Jocay                     | 7 de abril | 16:00 | No tiene |
|                          | Gualaceo     | 0 - 1 Archivado el 10 de abril de 2018 en Wayback Machine. | Mushuc Runa        |  | Gerardo León Pozo         | 8 de abril | 16:00 | No tiene |

|  | Liga de Loja     | 0 - 0 Archivado el 16 de abril de 2018 en Wayback Machine. | Olmedo             |                          | Reina del Cisne    | 13 de abril | 19:30 | No tiene |
|  | Mushuc Runa      | 1 - 0 Archivado el 16 de abril de 2018 en Wayback Machine. | Orense             | Archivo:Icono Orense.png | Bellavista         | 14 de abril | 12:00 | No tiene |
|  | América de Quito | 0 - 0 Archivado el 16 de abril de 2018 en Wayback Machine. | Liga de Portoviejo |                          | Olímpico Atahualpa | 14 de abril | 13:15 |          |
|  | Santa Rita       | 2 - 0 Archivado el 17 de abril de 2018 en Wayback Machine. | Gualaceo           |                          | 14 de Junio        | 14 de abril | 16:00 | No tiene |
|  | Manta            | 0 - 1 Archivado el 16 de abril de 2018 en Wayback Machine. | Puerto Quito       |                          | Jocay              | 14 de abril | 16:00 | No tiene |
|  | Fuerza Amarilla  | 2 - 1 Archivado el 17 de abril de 2018 en Wayback Machine. | Clan Juvenil       |                          | 9 de Mayo          | 15 de abril | 15:00 |          |

|                          | Olmedo             | 0 - 0 Archivado el 24 de abril de 2018 en Wayback Machine. | Fuerza Amarilla  |  | Olímpico de Riobamba      | 20 de abril | 19:30 |          |
|                          | Clan Juvenil       | 1 - 1 Archivado el 24 de abril de 2018 en Wayback Machine. | Manta            |  | General Rumiñahui         | 21 de abril | 15:00 |          |
|                          | Puerto Quito       | 2 - 2 Archivado el 24 de abril de 2018 en Wayback Machine. | América de Quito |  | Olímpico de Santo Domingo | 21 de abril | 15:00 | No tiene |
| Archivo:Icono Orense.png | Orense             | 0 - 1 Archivado el 24 de abril de 2018 en Wayback Machine. | Santa Rita       |  | 9 de Mayo                 | 21 de abril | 15:30 | No tiene |
|                          | Liga de Portoviejo | 1 - 3 Archivado el 24 de abril de 2018 en Wayback Machine. | Mushuc Runa      |  | Reales Tamarindos         | 21 de abril | 16:00 | No tiene |
|                          | Gualaceo           | 0 - 0 Archivado el 24 de abril de 2018 en Wayback Machine. | Liga de Loja     |  | Gerardo León Pozo         | 21 de abril | 16:00 | No tiene |

|  | Fuerza Amarilla | 1 - 0 Archivado el 27 de abril de 2018 en Wayback Machine. | Gualaceo           |                          | 9 de Mayo                 | 25 de abril | 15:00 |          |
|  | Puerto Quito    | 1 - 0 Archivado el 27 de abril de 2018 en Wayback Machine. | Clan Juvenil       |                          | Olímpico de Santo Domingo | 25 de abril | 15:30 | No tiene |
|  | Manta           | 0 - 2 Archivado el 27 de abril de 2018 en Wayback Machine. | Olmedo             |                          | Jocay                     | 25 de abril | 16:00 |          |
|  | Santa Rita      | 2 - 1 Archivado el 27 de abril de 2018 en Wayback Machine. | Liga de Portoviejo |                          | 14 de Junio               | 25 de abril | 16:00 | No tiene |
|  | Liga de Loja    | 3 - 1 Archivado el 28 de abril de 2018 en Wayback Machine. | Orense             | Archivo:Icono Orense.png | Reina del Cisne           | 25 de abril | 19:30 | No tiene |
|  | Mushuc Runa     | 0 - 1 Archivado el 27 de abril de 2018 en Wayback Machine. | América de Quito   |                          | Bellavista                | 25 de abril | 19:30 | No tiene |

|                          | América de Quito   | 3 - 0 Archivado el 30 de abril de 2018 en Wayback Machine. | Liga de Loja    |  | Olímpico Atahualpa   | 28 de abril | 13:15 | No tiene |
|                          | Mushuc Runa        | 5 - 0 Archivado el 1 de mayo de 2018 en Wayback Machine.   | Santa Rita      |  | Bellavista           | 29 de abril | 11:30 | No tiene |
|                          | Olmedo             | 3 - 4 Archivado el 1 de mayo de 2018 en Wayback Machine.   | Puerto Quito    |  | Olímpico de Riobamba | 29 de abril | 12:00 |          |
|                          | Liga de Portoviejo | 1 - 0 Archivado el 1 de mayo de 2018 en Wayback Machine.   | Fuerza Amarilla |  | Reales Tamarindos    | 29 de abril | 15:00 | No tiene |
| Archivo:Icono Orense.png | Orense             | 2 - 2 Archivado el 1 de mayo de 2018 en Wayback Machine.   | Manta           |  | 9 de Mayo            | 29 de abril | 15:30 | No tiene |
|                          | Gualaceo           | 2 - 0 Archivado el 1 de mayo de 2018 en Wayback Machine.   | Clan Juvenil    |  | Gerardo León Pozo    | 29 de abril | 16:00 | No tiene |

|  | Fuerza Amarilla | 0 - 2 Archivado el 8 de mayo de 2018 en Wayback Machine. | Mushuc Runa        |                          | 9 de Mayo                 | 5 de mayo | 13:30 |          |
|  | Puerto Quito    | 2 - 2 Archivado el 8 de mayo de 2018 en Wayback Machine. | Orense             | Archivo:Icono Orense.png | Olímpico de Santo Domingo | 5 de mayo | 15:00 | No tiene |
|  | Clan Juvenil    | 1 - 1 Archivado el 8 de mayo de 2018 en Wayback Machine. | Olmedo             |                          | General Rumiñahui         | 5 de mayo | 15:00 | No tiene |
|  | Manta           | 1 - 1 Archivado el 9 de mayo de 2018 en Wayback Machine. | Gualaceo           |                          | Jocay                     | 5 de mayo | 16:00 | No tiene |
|  | Santa Rita      | 3 - 1 Archivado el 8 de mayo de 2018 en Wayback Machine. | América de Quito   |                          | 14 de Junio               | 5 de mayo | 16:00 |          |
|  | Liga de Loja    | 1 - 2 Archivado el 8 de mayo de 2018 en Wayback Machine. | Liga de Portoviejo |                          | Reina del Cisne           | 6 de mayo | 17:00 | No tiene |

|                          | Mushuc Runa        | 0 - 2 Archivado el 15 de mayo de 2018 en Wayback Machine. | Fuerza Amarilla |  | Bellavista           | 12 de mayo | 11:00 |          |
|                          | América de Quito   | 2 - 0 Archivado el 15 de mayo de 2018 en Wayback Machine. | Santa Rita      |  | Olímpico Atahualpa   | 12 de mayo | 13:15 |          |
| Archivo:Icono Orense.png | Orense             | 1 - 1 Archivado el 15 de mayo de 2018 en Wayback Machine. | Puerto Quito    |  | 9 de Mayo            | 12 de mayo | 15:30 | No tiene |
|                          | Liga de Portoviejo | 1 - 0 Archivado el 15 de mayo de 2018 en Wayback Machine. | Liga de Loja    |  | Reales Tamarindos    | 12 de mayo | 16:00 | No tiene |
|                          | Gualaceo           | 1 - 0 Archivado el 15 de mayo de 2018 en Wayback Machine. | Manta           |  | Gerardo León Pozo    | 12 de mayo | 16:00 | No tiene |
|                          | Olmedo             | 3 - 2 Archivado el 15 de mayo de 2018 en Wayback Machine. | Clan Juvenil    |  | Olímpico de Riobamba | 13 de mayo | 12:00 | No tiene |

|  | Clan Juvenil    | 2 - 0 Archivado el 22 de mayo de 2018 en Wayback Machine. | Gualaceo           |                          | General Rumiñahui         | 18 de mayo | 15:30 | No tiene |
|  | Manta           | 3 - 1 Archivado el 22 de mayo de 2018 en Wayback Machine. | Orense             | Archivo:Icono Orense.png | Jocay                     | 18 de mayo | 16:00 | No tiene |
|  | Liga de Loja    | 0 - 0 Archivado el 22 de mayo de 2018 en Wayback Machine. | América de Quito   |                          | Reina del Cisne           | 18 de mayo | 19:30 | No tiene |
|  | Puerto Quito    | 1 - 1 Archivado el 22 de mayo de 2018 en Wayback Machine. | Olmedo             |                          | Olímpico de Santo Domingo | 19 de mayo | 15:00 | No tiene |
|  | Fuerza Amarilla | 1 - 1 Archivado el 22 de mayo de 2018 en Wayback Machine. | Liga de Portoviejo |                          | 9 de Mayo                 | 19 de mayo | 15:00 |          |
|  | Santa Rita      | 4 - 2 Archivado el 22 de mayo de 2018 en Wayback Machine. | Mushuc Runa        |                          | 14 de Junio               | 20 de mayo | 14:30 |          |

|                          | América de Quito   | 2 - 0 Archivado el 26 de mayo de 2018 en Wayback Machine. | Mushuc Runa     |  | General Rumiñahui    | 23 de mayo | 12:00 |          |
| Archivo:Icono Orense.png | Orense             | 3 - 1 Archivado el 26 de mayo de 2018 en Wayback Machine. | Liga de Loja    |  | 9 de Mayo            | 23 de mayo | 14:00 | No tiene |
|                          | Clan Juvenil       | 1 - 2 Archivado el 26 de mayo de 2018 en Wayback Machine. | Puerto Quito    |  | General Rumiñahui    | 23 de mayo | 14:30 | No tiene |
|                          | Olmedo             | 1 - 1 Archivado el 26 de mayo de 2018 en Wayback Machine. | Manta           |  | Olímpico de Riobamba | 23 de mayo | 16:00 | No tiene |
|                          | Liga de Portoviejo | 1 - 1 Archivado el 26 de mayo de 2018 en Wayback Machine. | Santa Rita      |  | Reales Tamarindos    | 23 de mayo | 16:00 | No tiene |
|                          | Gualaceo           | 3 - 0 Archivado el 26 de mayo de 2018 en Wayback Machine. | Fuerza Amarilla |  | Gerardo León Pozo    | 23 de mayo | 16:00 |          |

|  | Liga de Loja     | 0 - 0 Archivado el 29 de mayo de 2018 en Wayback Machine. | Gualaceo           |                          | Reina del Cisne    | 26 de mayo | 13:30 | No tiene |
|  | América de Quito | 1 - 0 Archivado el 29 de mayo de 2018 en Wayback Machine. | Puerto Quito       |                          | Olímpico Atahualpa | 27 de mayo | 09:30 |          |
|  | Manta            | 3 - 1 Archivado el 29 de mayo de 2018 en Wayback Machine. | Clan Juvenil       |                          | Jocay              | 27 de mayo | 12:00 | No tiene |
|  | Mushuc Runa      | 1 - 1 Archivado el 30 de mayo de 2018 en Wayback Machine. | Liga de Portoviejo |                          | Bellavista         | 27 de mayo | 12:00 | No tiene |
|  | Santa Rita       | 1 - 0 Archivado el 29 de mayo de 2018 en Wayback Machine. | Orense             | Archivo:Icono Orense.png | 14 de Junio        | 27 de mayo | 15:00 | No tiene |
|  | Fuerza Amarilla  | 3 - 2 Archivado el 29 de mayo de 2018 en Wayback Machine. | Olmedo             |                          | 9 de Mayo          | 27 de mayo | 15:00 | No tiene |

|                          | Puerto Quito       | 1 - 2 Archivado el 4 de junio de 2018 en Wayback Machine. | Manta            |  | Olímpico de Santo Domingo | 2 de junio | 15:00 | No tiene |
|                          | Clan Juvenil       | 2 - 1 Archivado el 4 de junio de 2018 en Wayback Machine. | Fuerza Amarilla  |  | General Rumiñahui         | 2 de junio | 15:30 |          |
|                          | Liga de Portoviejo | 1 - 0 Archivado el 4 de junio de 2018 en Wayback Machine. | América de Quito |  | Reales Tamarindos         | 2 de junio | 16:00 |          |
|                          | Olmedo             | 0 - 1 Archivado el 4 de junio de 2018 en Wayback Machine. | Liga de Loja     |  | Olímpico de Riobamba      | 3 de junio | 12:00 | No tiene |
| Archivo:Icono Orense.png | Orense             | 0 - 1 Archivado el 6 de junio de 2018 en Wayback Machine. | Mushuc Runa      |  | 9 de Mayo                 | 3 de junio | 15:30 | No tiene |
|                          | Gualaceo           | 1 - 0 Archivado el 6 de junio de 2018 en Wayback Machine. | Santa Rita       |  | Gerardo León Pozo         | 3 de junio | 16:00 | No tiene |

|  | Liga de Loja       | 0 - 0 Archivado el 12 de junio de 2018 en Wayback Machine. | Clan Juvenil |                          | Reina del Cisne    | 8 de junio  | 19:30 | No tiene |
|  | Mushuc Runa        | 1 - 0 Archivado el 12 de junio de 2018 en Wayback Machine. | Gualaceo     |                          | Bellavista         | 8 de junio  | 19:30 | No tiene |
|  | Liga de Portoviejo | 2 - 3 Archivado el 12 de junio de 2018 en Wayback Machine. | Manta        |                          | Reales Tamarindos  | 9 de junio  | 10:00 |          |
|  | América de Quito   | 3 - 1 Archivado el 12 de junio de 2018 en Wayback Machine. | Orense       | Archivo:Icono Orense.png | Olímpico Atahualpa | 10 de junio | 09:15 | No tiene |
|  | Fuerza Amarilla    | 2 - 2 Archivado el 12 de junio de 2018 en Wayback Machine. | Puerto Quito |                          | 9 de Mayo          | 10 de junio | 14:30 |          |
|  | Santa Rita         | 3 - 1 Archivado el 12 de junio de 2018 en Wayback Machine. | Olmedo       |                          | 14 de Junio        | 10 de junio | 15:00 | No tiene |

|                          | Clan Juvenil | 2 - 0 Archivado el 19 de junio de 2018 en Wayback Machine. | Santa Rita         |  | General Rumiñahui         | 15 de junio | 14:30 | No tiene |
|                          | Manta        | 2 - 0 Archivado el 19 de junio de 2018 en Wayback Machine. | Fuerza Amarilla    |  | Jocay                     | 16 de junio | 15:00 |          |
|                          | Puerto Quito | 1 - 1 Archivado el 19 de junio de 2018 en Wayback Machine. | Liga de Loja       |  | Olímpico de Santo Domingo | 16 de junio | 15:00 | No tiene |
| Archivo:Icono Orense.png | Orense       | 0 - 1 Archivado el 19 de junio de 2018 en Wayback Machine. | Liga de Portoviejo |  | 9 de Mayo                 | 16 de junio | 15:30 | No tiene |
|                          | Olmedo       | 3 - 2 Archivado el 19 de junio de 2018 en Wayback Machine. | Mushuc Runa        |  | Olímpico de Riobamba      | 16 de junio | 16:00 | No tiene |
|                          | Gualaceo     | 1 - 2 Archivado el 19 de junio de 2018 en Wayback Machine. | América de Quito   |  | Gerardo León Pozo         | 17 de junio | 16:00 |          |

|                          | Liga de Loja       | 1 - 0 Archivado el 9 de marzo de 2018 en Wayback Machine. | Manta           |  | Reina del Cisne    | 22 de junio | 19:30 | No tiene |
|                          | América de Quito   | 1 - 3 Archivado el 9 de marzo de 2018 en Wayback Machine. | Olmedo          |  | Olímpico Atahualpa | 23 de junio | 15:30 |          |
|                          | Liga de Portoviejo | 0 - 0 Archivado el 9 de marzo de 2018 en Wayback Machine. | Gualaceo        |  | Reales Tamarindos  | 23 de junio | 16:00 | No tiene |
|                          | Mushuc Runa        | 3 - 0 Archivado el 9 de marzo de 2018 en Wayback Machine. | Clan Juvenil    |  | Bellavista         | 23 de junio | 16:00 | No tiene |
| Archivo:Icono Orense.png | Orense             | 1 - 1 Archivado el 9 de marzo de 2018 en Wayback Machine. | Fuerza Amarilla |  | 9 de Mayo          | 24 de junio | 16:00 |          |
|                          | Santa Rita         | 1 - 1 Archivado el 9 de marzo de 2018 en Wayback Machine. | Puerto Quito    |  | 14 de Junio        | 24 de junio | 16:00 | No tiene |

|  | Clan Juvenil    | 1 - 1 Archivado el 9 de marzo de 2018 en Wayback Machine. | América de Quito   |                          | General Rumiñahui         | 29 de junio | 14:30 |          |
|  | Manta           | 4 - 0 Archivado el 9 de marzo de 2018 en Wayback Machine. | Santa Rita         |                          | Jocay                     | 30 de junio | 11:15 | No tiene |
|  | Puerto Quito    | 3 - 1 Archivado el 9 de marzo de 2018 en Wayback Machine. | Mushuc Runa        |                          | Olímpico de Santo Domingo | 30 de junio | 15:00 |          |
|  | Olmedo          | 1 - 0 Archivado el 9 de marzo de 2018 en Wayback Machine. | Liga de Portoviejo |                          | Olímpico de Riobamba      | 1 de julio  | 12:00 | No tiene |
|  | Fuerza Amarilla | 2 - 1 Archivado el 9 de marzo de 2018 en Wayback Machine. | Liga de Loja       |                          | 9 de Mayo                 | 1 de julio  | 15:00 | No tiene |
|  | Gualaceo        | 2 - 1 Archivado el 9 de marzo de 2018 en Wayback Machine. | Orense             | Archivo:Icono Orense.png | Gerardo León Pozo         | 1 de julio  | 16:00 | No tiene |

|                          | América de Quito   | 4 - 0 Archivado el 10 de julio de 2018 en Wayback Machine. | Manta           |  | Olímpico Atahualpa | 7 de julio | 15:30 |          |
| Archivo:Icono Orense.png | Orense             | 2 - 0 Archivado el 10 de julio de 2018 en Wayback Machine. | Clan Juvenil    |  | 9 de Mayo          | 7 de julio | 15:30 | No tiene |
|                          | Liga de Portoviejo | 2 - 1 Archivado el 10 de julio de 2018 en Wayback Machine. | Puerto Quito    |  | Reales Tamarindos  | 7 de julio | 16:00 | No tiene |
|                          | Mushuc Runa        | 1 - 0 Archivado el 10 de julio de 2018 en Wayback Machine. | Liga de Loja    |  | Bellavista         | 7 de julio | 16:00 | No tiene |
|                          | Santa Rita         | 1 - 1 Archivado el 10 de julio de 2018 en Wayback Machine. | Fuerza Amarilla |  | 14 de Junio        | 7 de julio | 16:00 | No tiene |
|                          | Gualaceo           | 0 - 2 Archivado el 10 de julio de 2018 en Wayback Machine. | Olmedo          |  | Gerardo León Pozo  | 8 de julio | 16:00 | No tiene |

|  | Liga de Loja    | 0 - 1 Archivado el 17 de julio de 2018 en Wayback Machine. | Santa Rita         |                          | Reina del Cisne           | 13 de julio | 19:30 | No tiene |
|  | Manta           | 1 - 1 Archivado el 17 de julio de 2018 en Wayback Machine. | Mushuc Runa        |                          | Jocay                     | 14 de julio | 11:15 |          |
|  | Clan Juvenil    | 1 - 0 Archivado el 17 de julio de 2018 en Wayback Machine. | Liga de Portoviejo |                          | General Rumiñahui         | 14 de julio | 12:00 | No tiene |
|  | Puerto Quito    | 2 - 1 Archivado el 17 de julio de 2018 en Wayback Machine. | Gualaceo           |                          | Olímpico de Santo Domingo | 14 de julio | 15:00 | No tiene |
|  | Olmedo          | 2 - 1 Archivado el 17 de julio de 2018 en Wayback Machine. | Orense             | Archivo:Icono Orense.png | Olímpico de Riobamba      | 14 de julio | 16:00 | No tiene |
|  | Fuerza Amarilla | 1 - 1 Archivado el 17 de julio de 2018 en Wayback Machine. | América de Quito   |                          | 9 de Mayo                 | 15 de julio | 15:00 |          |

### Asistencia por equipos
La tabla siguiente muestra la cantidad de espectadores de local que acumuló cada equipo en sus respectivos partidos. Se asigna en su totalidad el mismo número a ambos protagonistas de un juego. Las estadísticas se toman de las taquillas oficiales entregadas por FEF.
| Pos | Equipo             | Asist  | PJ | Prom |
| --- | ------------------ | ------ | -- | ---- |
| 1   | Liga de Portoviejo | 20 083 | 11 | 1825 |
| 2   | Liga de Loja       | 11 562 | 11 | 1051 |
| 3   | Puerto Quito       | 10 781 | 11 | 921  |
| 4   | Olmedo             | 6411   | 11 | 582  |
| 5   | América de Quito   | 6079   | 11 | 552  |
| 6   | Orense             | 5121   | 11 | 465  |
| 7   | Fuerza Amarilla    | 4903   | 11 | 445  |
| 8   | Mushuc Runa        | 4818   | 11 | 438  |
| 9   | Santa Rita         | 3636   | 11 | 330  |
| 10  | Gualaceo           | 3497   | 11 | 317  |
| 11  | Manta              | 2097   | 11 | 190  |
| 12  | Clan Juvenil       | 688    | 11 | 62   |

 Pos.=Posición; Asist.=Asistentes; P.J.=Partidos jugados.

## Segunda etapa

### Clasificación
|     | Equipo             | PJ | PG | PE | PP | GF | GC | DG  | PTS |
| --- | ------------------ | -- | -- | -- | -- | -- | -- | --- | --- |
| 1.  | Mushuc Runa        | 22 | 13 | 7  | 2  | 36 | 16 | +20 | 46  |
| 2.  | Fuerza Amarilla    | 22 | 11 | 6  | 5  | 29 | 22 | +7  | 39  |
| 3.  | Liga de Portoviejo | 22 | 11 | 5  | 6  | 28 | 18 | +10 | 38  |
| 4.  | América de Quito   | 22 | 11 | 3  | 8  | 38 | 23 | +15 | 36  |
| 5.  | Olmedo             | 22 | 10 | 6  | 6  | 27 | 21 | +6  | 36  |
| 6.  | Manta              | 22 | 6  | 11 | 5  | 26 | 24 | +2  | 29  |
| 7.  | Puerto Quito       | 22 | 9  | 1  | 12 | 21 | 28 | −7  | 28  |
| 8.  | Orense             | 22 | 6  | 7  | 9  | 21 | 28 | −7  | 25  |
| 9.  | Liga de Loja       | 22 | 6  | 7  | 9  | 18 | 27 | −9  | 25  |
| 10. | Gualaceo           | 22 | 4  | 7  | 11 | 22 | 36 | −14 | 19  |
| 11. | Santa Rita         | 22 | 5  | 3  | 14 | 17 | 31 | −14 | 18  |
| 12. | Clan Juvenil       | 22 | 6  | 5  | 11 | 23 | 32 | −9  | 15  |

### Evolución de la clasificación
| Equipo / Fecha     | 01 | 02 | 03 | 04 | 05 | 06 | 07 | 08 | 09 | 10 | 11 | 12 | 13 | 14 | 15 | 16 | 17 | 18 | 19 | 20 | 21 | 22 |
| ------------------ | -- | -- | -- | -- | -- | -- | -- | -- | -- | -- | -- | -- | -- | -- | -- | -- | -- | -- | -- | -- | -- | -- |
| Mushuc Runa        | 3  | 1  | 2  | 3  | 2  | 2  | 2  | 2  | 1  | 1  | 1  | 1  | 1  | 1  | 1  | 2  | 1  | 1  | 1  | 1  | 1  | 1  |
| Fuerza Amarilla    | 12 | 5  | 3  | 6  | 7  | 4  | 3  | 3  | 4  | 4  | 4  | 2  | 2  | 2  | 2  | 1  | 2  | 3  | 2  | 3  | 3  | 2  |
| Liga de Portoviejo | 10 | 6  | 8  | 4  | 6  | 8  | 5  | 5  | 3  | 3  | 3  | 5  | 5  | 3  | 3  | 3  | 3  | 2  | 3  | 2  | 4  | 3  |
| América de Quito   | 1  | 7  | 4  | 5  | 8  | 5  | 6  | 8  | 6  | 6  | 7  | 6  | 8  | 5  | 4  | 5  | 4  | 5  | 5  | 4  | 2  | 4  |
| Olmedo             | 9  | 11 | 11 | 12 | 11 | 11 | 10 | 10 | 9  | 9  | 9  | 10 | 10 | 10 | 7  | 7  | 5  | 4  | 4  | 5  | 5  | 5  |
| Manta              | 7  | 3  | 7  | 9  | 5  | 6  | 7  | 4  | 5  | 5  | 5  | 4  | 4  | 6  | 6  | 4  | 6  | 6  | 6  | 7  | 6  | 6  |
| Puerto Quito       | 8  | 10 | 12 | 11 | 12 | 12 | 12 | 11 | 10 | 10 | 6  | 8  | 7  | 8  | 9  | 9  | 9  | 9  | 7  | 6  | 7  | 7  |
| Orense             | 4  | 4  | 6  | 2  | 4  | 7  | 8  | 7  | 8  | 8  | 10 | 7  | 6  | 4  | 5  | 6  | 7  | 7  | 8  | 8  | 8  | 8  |
| Liga de Loja       | 2  | 8  | 5  | 7  | 3  | 3  | 4  | 6  | 7  | 7  | 8  | 9  | 9  | 9  | 8  | 8  | 8  | 8  | 9  | 9  | 9  | 9  |
| Gualaceo           | 6  | 9  | 10 | 10 | 10 | 10 | 11 | 12 | 12 | 12 | 11 | 12 | 12 | 11 | 11 | 11 | 11 | 11 | 11 | 12 | 10 | 10 |
| Santa Rita         | 11 | 12 | 9  | 8  | 9  | 9  | 9  | 9  | 11 | 11 | 12 | 11 | 11 | 12 | 12 | 12 | 12 | 10 | 12 | 10 | 11 | 11 |
| Clan Juvenil       | 5  | 2  | 1  | 1  | 1  | 1  | 1  | 1  | 2  | 2  | 2  | 3  | 3  | 7  | 10 | 10 | 10 | 12 | 10 | 11 | 12 | 12 |

### Resultados
|                          | Clan Juvenil     | 1 - 0 Archivado el 24 de julio de 2018 en Wayback Machine. | Liga de Portoviejo |  | General Rumiñahui  | 20 de julio | 12:00 | No tiene |
|                          | Liga de Loja     | 2 - 1 Archivado el 24 de julio de 2018 en Wayback Machine. | Olmedo             |  | Reina del Cisne    | 20 de julio | 19:30 |          |
|                          | Manta            | 2 - 2 Archivado el 24 de julio de 2018 en Wayback Machine. | Gualaceo           |  | Jocay              | 21 de julio | 11:15 | No tiene |
|                          | América de Quito | 2 - 0 Archivado el 24 de julio de 2018 en Wayback Machine. | Fuerza Amarilla    |  | Olímpico Atahualpa | 21 de julio | 11:30 |          |
| Archivo:Icono Orense.png | Orense           | 1 - 0 Archivado el 24 de julio de 2018 en Wayback Machine. | Santa Rita         |  | 9 de Mayo          | 21 de julio | 16:00 | No tiene |
|                          | Mushuc Runa      | 2 - 1 Archivado el 24 de julio de 2018 en Wayback Machine. | Puerto Quito       |  | Bellavista         | 21 de julio | 16:00 | No tiene |

|  | Puerto Quito       | 1 - 2 Archivado el 31 de julio de 2018 en Wayback Machine. | Manta            |                          | Olímpico de Santo Domingo | 28 de julio | 15:00 | No tiene |
|  | Fuerza Amarilla    | 4 - 1 Archivado el 31 de julio de 2018 en Wayback Machine. | Liga de Loja     |                          | 9 de Mayo                 | 28 de julio | 15:00 | No tiene |
|  | Santa Rita         | 0 - 2 Archivado el 31 de julio de 2018 en Wayback Machine. | Mushuc Runa      |                          | 14 de Junio               | 28 de julio | 15:00 |          |
|  | Liga de Portoviejo | 2 - 0 Archivado el 31 de julio de 2018 en Wayback Machine. | América de Quito |                          | Reales Tamarindos         | 28 de julio | 16:00 |          |
|  | Olmedo             | 0 - 1 Archivado el 31 de julio de 2018 en Wayback Machine. | Clan Juvenil     |                          | Olímpico de Riobamba      | 29 de julio | 12:00 | No tiene |
|  | Gualaceo           | 1 - 1 Archivado el 31 de julio de 2018 en Wayback Machine. | Orense           | Archivo:Icono Orense.png | Gerardo León Pozo         | 29 de julio | 16:00 | No tiene |

|                          | Liga de Loja     | 2 - 0 Archivado el 7 de agosto de 2018 en Wayback Machine. | Liga de Portoviejo |  | Reina del Cisne      | 3 de agosto | 19:30 |          |
|                          | Manta            | 0 - 1 Archivado el 7 de agosto de 2018 en Wayback Machine. | Santa Rita         |  | Jocay                | 4 de agosto | 11:00 |          |
|                          | América de Quito | 2 - 1 Archivado el 7 de agosto de 2018 en Wayback Machine. | Gualaceo           |  | Olímpico Atahualpa   | 4 de agosto | 11:30 | No tiene |
|                          | Clan Juvenil     | 3 - 1 Archivado el 7 de agosto de 2018 en Wayback Machine. | Puerto Quito       |  | General Rumiñahui    | 4 de agosto | 12:00 | No tiene |
| Archivo:Icono Orense.png | Orense           | 0 - 0 Archivado el 7 de agosto de 2018 en Wayback Machine. | Mushuc Runa        |  | 9 de Mayo            | 4 de agosto | 16:00 | No tiene |
|                          | Olmedo           | 1 - 2 Archivado el 7 de agosto de 2018 en Wayback Machine. | Fuerza Amarilla    |  | Olímpico de Riobamba | 4 de agosto | 16:00 | No tiene |

|  | Mushuc Runa        | 0 - 0 Archivado el 14 de agosto de 2018 en Wayback Machine. | Manta            |                          | Bellavista                | 11 de agosto | 12:00 | No tiene |
|  | Puerto Quito       | 1 - 0 Archivado el 14 de agosto de 2018 en Wayback Machine. | Liga de Loja     |                          | Olímpico de Santo Domingo | 11 de agosto | 15:00 | No tiene |
|  | Santa Rita         | 1 - 0 Archivado el 14 de agosto de 2018 en Wayback Machine. | América de Quito |                          | 14 de Junio               | 11 de agosto | 15:00 |          |
|  | Fuerza Amarilla    | 0 - 3 Archivado el 14 de agosto de 2018 en Wayback Machine. | Orense           | Archivo:Icono Orense.png | 9 de Mayo                 | 11 de agosto | 16:00 | No tiene |
|  | Liga de Portoviejo | 3 - 1 Archivado el 14 de agosto de 2018 en Wayback Machine. | Olmedo           |                          | Reales Tamarindos         | 11 de agosto | 20:00 |          |
|  | Gualaceo           | 1 - 1 Archivado el 14 de agosto de 2018 en Wayback Machine. | Clan Juvenil     |                          | Gerardo León Pozo         | 12 de agosto | 16:00 | No tiene |

|  | Liga de Loja     | 1 - 0 Archivado el 20 de agosto de 2018 en Wayback Machine. | Gualaceo           |                          | Reina del Cisne      | 17 de agosto | 19:30 | No tiene |
|  | Manta            | 2 - 1 Archivado el 20 de agosto de 2018 en Wayback Machine. | Orense             | Archivo:Icono Orense.png | Jocay                | 18 de agosto | 12:00 | No tiene |
|  | Clan Juvenil     | 3 - 0 Archivado el 20 de agosto de 2018 en Wayback Machine. | Santa Rita         |                          | General Rumiñahui    | 18 de agosto | 12:00 | No tiene |
|  | América de Quito | 1 - 2 Archivado el 20 de agosto de 2018 en Wayback Machine. | Mushuc Runa        |                          | Olímpico Atahualpa   | 18 de agosto | 13:00 |          |
|  | Olmedo           | 2 - 0 Archivado el 20 de agosto de 2018 en Wayback Machine. | Puerto Quito       |                          | Olímpico de Riobamba | 18 de agosto | 16:00 | No tiene |
|  | Fuerza Amarilla  | 0 - 0 Archivado el 21 de agosto de 2018 en Wayback Machine. | Liga de Portoviejo |                          | 9 de Mayo            | 19 de agosto | 14:00 |          |

|                          | Liga de Portoviejo | 0 - 0 Archivado el 28 de agosto de 2018 en Wayback Machine. | Manta            |  | Reales Tamarindos         | 24 de agosto | 19:30 | No tiene |
|                          | Puerto Quito       | 1 - 2 Archivado el 28 de agosto de 2018 en Wayback Machine. | Fuerza Amarilla  |  | Olímpico de Santo Domingo | 25 de agosto | 13:30 |          |
|                          | Santa Rita         | 0 - 1 Archivado el 28 de agosto de 2018 en Wayback Machine. | Liga de Loja     |  | 14 de Junio               | 25 de agosto | 15:30 |          |
| Archivo:Icono Orense.png | Orense             | 0 - 2 Archivado el 28 de agosto de 2018 en Wayback Machine. | América de Quito |  | 9 de Mayo                 | 25 de agosto | 16:00 | No tiene |
|                          | Mushuc Runa        | 1 - 1 Archivado el 28 de agosto de 2018 en Wayback Machine. | Clan Juvenil     |  | Bellavista                | 26 de agosto | 12:00 | No tiene |
|                          | Gualaceo           | 1 - 1 Archivado el 28 de agosto de 2018 en Wayback Machine. | Olmedo           |  | Gerardo León Pozo         | 26 de agosto | 16:00 | No tiene |

|  | Liga de Portoviejo | 2 - 0 Archivado el 7 de septiembre de 2018 en Wayback Machine. | Puerto Quito |                          | Reales Tamarindos    | 31 de agosto    | 19:15 | Gol TV   |
|  | Liga de Loja       | 0 - 2 Archivado el 5 de septiembre de 2018 en Wayback Machine. | Mushuc Runa  |                          | Reina del Cisne      | 31 de agosto    | 19:30 | No tiene |
|  | América de Quito   | 1 - 1 Archivado el 7 de septiembre de 2018 en Wayback Machine. | Manta        |                          | Olímpico Atahualpa   | 1 de septiembre | 12:00 | No tiene |
|  | Clan Juvenil       | 2 - 1 Archivado el 7 de septiembre de 2018 en Wayback Machine. | Orense       | Archivo:Icono Orense.png | General Rumiñahui    | 1 de septiembre | 12:00 | No tiene |
|  | Olmedo             | 2 - 2 Archivado el 5 de septiembre de 2018 en Wayback Machine. | Santa Rita   |                          | Olímpico de Riobamba | 1 de septiembre | 16:00 | Gol TV   |
|  | Fuerza Amarilla    | 1 - 0 Archivado el 5 de septiembre de 2018 en Wayback Machine. | Gualaceo     |                          | 9 de Mayo            | 2 de septiembre | 16:00 | No tiene |

|                          | Manta        | 2 - 1 Archivado el 11 de septiembre de 2018 en Wayback Machine. | Clan Juvenil       |  | Jocay                     | 7 de septiembre | 16:00 | No tiene |
| Archivo:Icono Orense.png | Orense       | 1 - 0 Archivado el 11 de septiembre de 2018 en Wayback Machine. | Liga de Loja       |  | 9 de Mayo                 | 8 de septiembre | 12:00 | No tiene |
|                          | Puerto Quito | 3 - 2 Archivado el 11 de septiembre de 2018 en Wayback Machine. | América de Quito   |  | Olímpico de Santo Domingo | 8 de septiembre | 15:00 | Gol TV   |
|                          | Santa Rita   | 1 - 1 Archivado el 11 de septiembre de 2018 en Wayback Machine. | Fuerza Amarilla    |  | 14 de Junio               | 8 de septiembre | 15:30 | No tiene |
|                          | Mushuc Runa  | 1 - 1 Archivado el 11 de septiembre de 2018 en Wayback Machine. | Olmedo             |  | Bellavista                | 8 de septiembre | 16:00 | Gol TV   |
|                          | Gualaceo     | 0 - 0 Archivado el 11 de septiembre de 2018 en Wayback Machine. | Liga de Portoviejo |  | Gerardo León Pozo         | 8 de septiembre | 16:00 | No tiene |

|  | Fuerza Amarilla    | 2 - 2 Archivado el 14 de septiembre de 2018 en Wayback Machine. | Mushuc Runa      |                          | 9 de Mayo                 | 12 de septiembre | 15:00 | Gol TV   |
|  | Clan Juvenil       | 1 - 2 Archivado el 14 de septiembre de 2018 en Wayback Machine. | América de Quito |                          | General Rumiñahui         | 12 de septiembre | 15:30 | No tiene |
|  | Olmedo             | 1 - 0 Archivado el 14 de septiembre de 2018 en Wayback Machine. | Orense           | Archivo:Icono Orense.png | Olímpico de Riobamba      | 12 de septiembre | 16:00 | No tiene |
|  | Puerto Quito       | 2 - 0 Archivado el 15 de septiembre de 2018 en Wayback Machine. | Gualaceo         |                          | Olímpico de Santo Domingo | 12 de septiembre | 16:00 | No tiene |
|  | Liga de Loja       | 1 - 1 Archivado el 14 de septiembre de 2018 en Wayback Machine. | Manta            |                          | Reina del Cisne           | 12 de septiembre | 19:30 | No tiene |
|  | Liga de Portoviejo | 1 - 0 Archivado el 14 de septiembre de 2018 en Wayback Machine. | Santa Rita       |                          | Reales Tamarindos         | 12 de septiembre | 20:00 | Gol TV   |

|                          | Mushuc Runa      | 5 - 2 Archivado el 18 de septiembre de 2018 en Wayback Machine. | Gualaceo           |  | Bellavista         | 16 de septiembre | 11:30 | No tiene |
|                          | Clan Juvenil     | 1 - 0 Archivado el 19 de septiembre de 2018 en Wayback Machine. | Liga de Loja       |  | General Rumiñahui  | 16 de septiembre | 12:00 | No tiene |
|                          | Santa Rita       | 0 - 1 Archivado el 18 de septiembre de 2018 en Wayback Machine. | Puerto Quito       |  | 14 de Junio        | 16 de septiembre | 14:00 | Gol TV   |
| Archivo:Icono Orense.png | Orense           | 2 - 2 Archivado el 19 de septiembre de 2018 en Wayback Machine. | Liga de Portoviejo |  | 9 de Mayo          | 16 de septiembre | 16:00 | No tiene |
|                          | Manta            | 1 - 1 Archivado el 1 de agosto de 2018 en Wayback Machine.      | Fuerza Amarilla    |  | Jocay              | 17 de septiembre | 12:00 | Gol TV   |
|                          | América de Quito | 0 - 1 Archivado el 19 de septiembre de 2018 en Wayback Machine. | Olmedo             |  | Olímpico Atahualpa | 17 de septiembre | 17:00 | No tiene |

|  | Liga de Loja       | 1 - 1 Archivado el 24 de septiembre de 2018 en Wayback Machine. | América de Quito |                          | Reina del Cisne           | 21 de septiembre | 19:30 | No tiene |
|  | Liga de Portoviejo | 1 - 0 Archivado el 24 de septiembre de 2018 en Wayback Machine. | Mushuc Runa      |                          | Reales Tamarindos         | 21 de septiembre | 20:00 | Gol TV   |
|  | Puerto Quito       | 1 - 0 Archivado el 24 de septiembre de 2018 en Wayback Machine. | Orense           | Archivo:Icono Orense.png | Olímpico de Santo Domingo | 22 de septiembre | 15:00 | Gol TV   |
|  | Olmedo             | 1 - 1 Archivado el 24 de septiembre de 2018 en Wayback Machine. | Manta            |                          | Olímpico de Riobamba      | 23 de septiembre | 12:00 | No tiene |
|  | Fuerza Amarilla    | 2 - 1 Archivado el 24 de septiembre de 2018 en Wayback Machine. | Clan Juvenil     |                          | 9 de Mayo                 | 23 de septiembre | 15:00 | No tiene |
|  | Gualaceo           | 1 - 0 Archivado el 24 de septiembre de 2018 en Wayback Machine. | Santa Rita       |                          | Gerardo León Pozo         | 23 de septiembre | 16:00 | No tiene |

|                          | Manta            | 3 - 0 Archivado el 31 de julio de 2018 en Wayback Machine.      | Olmedo             |  | Jocay              | 29 de septiembre | 12:00 | Gol TV   |
|                          | Clan Juvenil     | 0 - 1 Archivado el 7 de agosto de 2018 en Wayback Machine.      | Fuerza Amarilla    |  | General Rumiñahui  | 29 de septiembre | 12:00 | No tiene |
|                          | Santa Rita       | 1 - 0 Archivado el 7 de agosto de 2018 en Wayback Machine.      | Gualaceo           |  | 14 de Junio        | 29 de septiembre | 15:30 | No tiene |
| Archivo:Icono Orense.png | Orense           | 1 - 0 Archivado el 24 de septiembre de 2018 en Wayback Machine. | Puerto Quito       |  | 9 de Mayo          | 29 de septiembre | 16:00 | No tiene |
|                          | Mushuc Runa      | 2 - 0 Archivado el 7 de agosto de 2018 en Wayback Machine.      | Liga de Portoviejo |  | Bellavista         | 29 de septiembre | 16:00 | Gol TV   |
|                          | América de Quito | 3 - 0 Archivado el 7 de agosto de 2018 en Wayback Machine.      | Liga de Loja       |  | Olímpico Atahualpa | 30 de septiembre | 11:30 | No tiene |

|  | Liga de Loja       | 2 - 1 Archivado el 7 de agosto de 2018 en Wayback Machine.  | Clan Juvenil     |                          | Reina del Cisne           | 5 de octubre | 19:30 | No tiene |
|  | Liga de Portoviejo | 1 - 2 Archivado el 14 de agosto de 2018 en Wayback Machine. | Orense           | Archivo:Icono Orense.png | Reales Tamarindos         | 5 de octubre | 20:00 | Gol TV   |
|  | Fuerza Amarilla    | 2 - 0 Archivado el 7 de agosto de 2018 en Wayback Machine.  | Manta            |                          | 9 de Mayo                 | 6 de octubre | 15:00 | Gol TV   |
|  | Puerto Quito       | 1 - 0 Archivado el 7 de octubre de 2018 en Wayback Machine. | Santa Rita       |                          | Olímpico de Santo Domingo | 6 de octubre | 15:00 | No tiene |
|  | Olmedo             | 2 - 1 Archivado el 14 de agosto de 2018 en Wayback Machine. | América de Quito |                          | Olímpico de Riobamba      | 6 de octubre | 16:00 | No tiene |
|  | Gualaceo           | 1 - 2 Archivado el 14 de agosto de 2018 en Wayback Machine. | Mushuc Runa      |                          | Gerardo León Pozo         | 6 de octubre | 16:00 | No tiene |

|                          | Mushuc Runa      | 1 - 0 Archivado el 12 de octubre de 2018 en Wayback Machine. | Fuerza Amarilla    |  | Bellavista         | 10 de octubre | 12:00 | Gol TV   |
|                          | Manta            | 2 - 2 Archivado el 12 de octubre de 2018 en Wayback Machine. | Liga de Loja       |  | Jocay              | 10 de octubre | 12:00 | No tiene |
| Archivo:Icono Orense.png | Orense           | 1 - 0 Archivado el 12 de octubre de 2018 en Wayback Machine. | Olmedo             |  | 9 de Mayo          | 10 de octubre | 15:00 | No tiene |
|                          | América de Quito | 3 - 0 Archivado el 12 de octubre de 2018 en Wayback Machine. | Clan Juvenil       |  | Olímpico Atahualpa | 10 de octubre | 15:30 | No tiene |
|                          | Santa Rita       | 0 - 2 Archivado el 12 de octubre de 2018 en Wayback Machine. | Liga de Portoviejo |  | 14 de Junio        | 10 de octubre | 16:00 | Gol TV   |
|                          | Gualaceo         | 2 - 1 Archivado el 12 de octubre de 2018 en Wayback Machine. | Puerto Quito       |  | Gerardo León Pozo  | 10 de octubre | 16:15 | No tiene |

|  | Clan Juvenil       | 0 - 0 Archivado el 16 de octubre de 2018 en Wayback Machine. | Manta        |                          | General Rumiñahui    | 13 de octubre | 12:00 | No tiene |
|  | América de Quito   | 1 - 0 Archivado el 16 de octubre de 2018 en Wayback Machine. | Puerto Quito |                          | Olímpico Atahualpa   | 13 de octubre | 16:00 | Gol TV   |
|  | Liga de Portoviejo | 3 - 0 Archivado el 16 de octubre de 2018 en Wayback Machine. | Gualaceo     |                          | Reales Tamarindos    | 13 de octubre | 20:00 | No tiene |
|  | Olmedo             | 2 - 0 Archivado el 15 de octubre de 2018 en Wayback Machine. | Mushuc Runa  |                          | Olímpico de Riobamba | 14 de octubre | 11:00 | No tiene |
|  | Liga de Loja       | 0 - 0 Archivado el 16 de octubre de 2018 en Wayback Machine. | Orense       | Archivo:Icono Orense.png | Reina del Cisne      | 14 de octubre | 13:00 | No tiene |
|  | Fuerza Amarilla    | 1 - 0 Archivado el 16 de octubre de 2018 en Wayback Machine. | Santa Rita   |                          | 9 de Mayo            | 14 de octubre | 15:00 | Gol TV   |

|                          | Manta        | 1 - 0 Archivado el 23 de octubre de 2018 en Wayback Machine. | América de Quito   |  | Jocay             | 20 de octubre | 12:00 | Gol TV   |
|                          | Puerto Quito | 0 - 0 Archivado el 23 de octubre de 2018 en Wayback Machine. | Liga de Portoviejo |  | 14 de Junio       | 20 de octubre | 12:30 | No tiene |
| Archivo:Icono Orense.png | Orense       | 2 - 2 Archivado el 23 de octubre de 2018 en Wayback Machine. | Clan Juvenil       |  | 9 de Mayo         | 20 de octubre | 14:00 | No tiene |
|                          | Santa Rita   | 0 - 1 Archivado el 23 de octubre de 2018 en Wayback Machine. | Olmedo             |  | 14 de Junio       | 20 de octubre | 16:00 | No tiene |
|                          | Mushuc Runa  | 1 - 1 Archivado el 23 de octubre de 2018 en Wayback Machine. | Liga de Loja       |  | Bellavista        | 20 de octubre | 16:00 | Gol TV   |
|                          | Gualaceo     | 1 - 2 Archivado el 23 de octubre de 2018 en Wayback Machine. | Fuerza Amarilla    |  | Gerardo León Pozo | 21 de octubre | 16:00 | No tiene |

|  | Liga de Loja     | 1 - 0 Archivado el 30 de octubre de 2018 en Wayback Machine. | Santa Rita         |                          | Reina del Cisne      | 26 de octubre | 19:30 | No tiene |
|  | América de Quito | 4 - 2 Archivado el 30 de octubre de 2018 en Wayback Machine. | Orense             | Archivo:Icono Orense.png | Olímpico Atahualpa   | 27 de octubre | 13:15 | Gol TV   |
|  | Fuerza Amarilla  | 0 - 2 Archivado el 30 de octubre de 2018 en Wayback Machine. | Puerto Quito       |                          | 9 de Mayo            | 27 de octubre | 15:00 | No Tiene |
|  | Manta            | 0 - 1 Archivado el 30 de octubre de 2018 en Wayback Machine. | Liga de Portoviejo |                          | Jocay                | 27 de octubre | 16:00 | Gol TV   |
|  | Olmedo           | 2 - 1 Archivado el 29 de octubre de 2018 en Wayback Machine. | Gualaceo           |                          | Olímpico de Riobamba | 27 de octubre | 16:15 | No tiene |
|  | Clan Juvenil     | 0 - 1 Archivado el 30 de octubre de 2018 en Wayback Machine. | Mushuc Runa        |                          | General Rumiñahui    | 28 de octubre | 12:00 | No tiene |

|                          | Liga de Portoviejo | 2 - 1 Archivado el 6 de noviembre de 2018 en Wayback Machine. | Fuerza Amarilla  |  | Reales Tamarindos         | 2 de noviembre | 20:00 | No tiene |
|                          | Mushuc Runa        | 0 - 0 Archivado el 6 de noviembre de 2018 en Wayback Machine. | América de Quito |  | Bellavista                | 3 de noviembre | 12:00 | Gol TV   |
|                          | Santa Rita         | 4 - 2 Archivado el 6 de noviembre de 2018 en Wayback Machine. | Clan Juvenil     |  | 14 de Junio               | 3 de noviembre | 15:00 | Gol TV   |
|                          | Puerto Quito       | 1 - 3 Archivado el 6 de noviembre de 2018 en Wayback Machine. | Olmedo           |  | Olímpico de Santo Domingo | 3 de noviembre | 15:00 | No tiene |
| Archivo:Icono Orense.png | Orense             | 1 - 1 Archivado el 6 de noviembre de 2018 en Wayback Machine. | Manta            |  | 9 de Mayo                 | 4 de noviembre | 16:00 | No tiene |
|                          | Gualaceo           | 1 - 0 Archivado el 6 de noviembre de 2018 en Wayback Machine. | Liga de Loja     |  | Gerardo León Pozo         | 4 de noviembre | 16:00 | No tiene |

|                          | Liga de Loja     | 0 - 1 Archivado el 13 de noviembre de 2018 en Wayback Machine. | Puerto Quito       |  | Reina del Cisne      | 9 de noviembre  | 19:30 | No tiene |
|                          | Manta            | 1 - 2 Archivado el 13 de noviembre de 2018 en Wayback Machine. | Mushuc Runa        |  | Jocay                | 10 de noviembre | 12:00 | Gol TV   |
|                          | Olmedo           | 2 - 1 Archivado el 13 de noviembre de 2018 en Wayback Machine. | Liga de Portoviejo |  | Olímpico de Riobamba | 11 de noviembre | 12:00 | Gol TV   |
|                          | Clan Juvenil     | 2 - 2 Archivado el 13 de noviembre de 2018 en Wayback Machine. | Gualaceo           |  | General Rumiñahui    | 11 de noviembre | 12:00 | No tiene |
|                          | América de Quito | 3 - 1 Archivado el 13 de noviembre de 2018 en Wayback Machine. | Santa Rita         |  | Olímpico Atahualpa   | 11 de noviembre | 14:15 | No tiene |
| Archivo:Icono Orense.png | Orense           | 0 - 3 Archivado el 13 de noviembre de 2018 en Wayback Machine. | Fuerza Amarilla    |  | 9 de Mayo            | 11 de noviembre | 16:00 | No tiene |

|  | Liga de Portoviejo | 4 - 1 Archivado el 20 de noviembre de 2018 en Wayback Machine. | Liga de Loja     |                          | Reales Tamarindos         | 16 de noviembre | 20:00 | No tiene |
|  | Mushuc Runa        | 3 - 0 Archivado el 21 de noviembre de 2018 en Wayback Machine. | Orense           | Archivo:Icono Orense.png | Coop. Mushuc Runa         | 17 de noviembre | 12:00 | Gol TV   |
|  | Fuerza Amarilla    | 0 - 0 Archivado el 21 de noviembre de 2018 en Wayback Machine. | Olmedo           |                          | 9 de Mayo                 | 17 de noviembre | 15:00 | Gol TV   |
|  | Puerto Quito       | 1 - 0 Archivado el 20 de noviembre de 2018 en Wayback Machine. | Clan Juvenil     |                          | Olímpico de Santo Domingo | 17 de noviembre | 15:00 | No tiene |
|  | Santa Rita         | 4 - 1 Archivado el 21 de noviembre de 2018 en Wayback Machine. | Manta            |                          | 14 de Junio               | 17 de noviembre | 15:00 | No tiene |
|  | Gualaceo           | 2 - 5 Archivado el 21 de noviembre de 2018 en Wayback Machine. | América de Quito |                          | Gerardo León Pozo         | 17 de noviembre | 16:00 | No tiene |

|                          | Mushuc Runa      | 5 - 1 Archivado el 23 de noviembre de 2018 en Wayback Machine. | Santa Rita         |  | Coop. Mushuc Runa  | 21 de noviembre | 15:00 | Gol TV   |
|                          | Manta            | 4 - 1 Archivado el 23 de noviembre de 2018 en Wayback Machine. | Puerto Quito       |  | Jocay              | 21 de noviembre | 15:00 | No tiene |
|                          | América de Quito | 4 - 0 Archivado el 23 de noviembre de 2018 en Wayback Machine. | Liga de Portoviejo |  | Olímpico Atahualpa | 21 de noviembre | 15:00 | No tiene |
| Archivo:Icono Orense.png | Orense           | 1 - 2 Archivado el 23 de noviembre de 2018 en Wayback Machine. | Gualaceo           |  | 9 de Mayo          | 21 de noviembre | 15:00 | No tiene |
|                          | Liga de Loja     | 2 - 2 Archivado el 23 de noviembre de 2018 en Wayback Machine. | Fuerza Amarilla    |  | Reina del Cisne    | 21 de noviembre | 15:00 | No tiene |
|                          | Clan Juvenil     | 0 - 3 Archivado el 23 de noviembre de 2018 en Wayback Machine. | Olmedo             |  | General Rumiñahui  | 21 de noviembre | 16:10 | Gol TV   |

|  | Puerto Quito       | 1 - 2 Archivado el 28 de noviembre de 2018 en Wayback Machine. | Mushuc Runa (C)  |                          | Olímpico de Santo Domingo | 25 de noviembre | 15:30 | Gol TV   |
|  | Olmedo             | 0 - 0 Archivado el 28 de noviembre de 2018 en Wayback Machine. | Liga de Loja     |                          | Olímpico de Riobamba      | 25 de noviembre | 15:30 | Gol TV   |
|  | Fuerza Amarilla    | 2 - 1 Archivado el 28 de noviembre de 2018 en Wayback Machine. | América de Quito |                          | 9 de Mayo                 | 25 de noviembre | 15:30 | No tiene |
|  | Santa Rita         | 1 - 1 Archivado el 28 de noviembre de 2018 en Wayback Machine. | Orense           | Archivo:Icono Orense.png | 14 de Junio               | 25 de noviembre | 15:30 | No tiene |
|  | Liga de Portoviejo | 3 - 1 Archivado el 28 de noviembre de 2018 en Wayback Machine. | Clan Juvenil     |                          | Reales Tamarindos         | 25 de noviembre | 15:30 | No tiene |
|  | Gualaceo           | 1 - 1 Archivado el 28 de noviembre de 2018 en Wayback Machine. | Manta            |                          | Gerardo León Pozo         | 25 de noviembre | 15:30 | No tiene |

### Asistencia por equipos
La tabla siguiente muestra la cantidad de espectadores de local que acumuló cada equipo en sus respectivos partidos. Se asigna en su totalidad el mismo número a ambos protagonistas de un juego. Las estadísticas se toman de las taquillas oficiales entregadas por FEF.
| Pos | Equipo             | Asist | PJ | Prom |
| --- | ------------------ | ----- | -- | ---- |
| 1   | Liga de Portoviejo | 2212  | 2  | 1106 |
| 2   | Liga de Loja       | 1501  | 3  | 500  |
| 3   | Puerto Quito       | 1280  | 2  | 640  |
| 4   | Fuerza Amarilla    | 1028  | 3  | 342  |
| 5   | Olmedo             | 688   | 3  | 229  |
| 6   | Mushuc Runa        | 600   | 2  | 300  |
| 7   | Gualaceo           | 528   | 2  | 264  |
| 8   | Santa Rita         | 437   | 2  | 218  |
| 9   | Manta              | 373   | 3  | 124  |
| 10  | Orense             | 260   | 2  | 130  |
| 11  | América de Quito   | 252   | 3  | 84   |
| 12  | Clan Juvenil       | 44    | 3  | 14   |

 Pos.=Posición; Asist.=Asistentes; P.J.=Partidos jugados.

## Tabla acumulada

### Clasificación
|  |     | Equipo             | PJ | PG | PE | PP | GF | GC | DG  | PTS |
|  | --- | ------------------ | -- | -- | -- | -- | -- | -- | --- | --- |
|  | 1.  | Mushuc Runa (C)    | 44 | 23 | 11 | 10 | 66 | 39 | +27 | 80  |
|  | 2.  | América de Quito   | 44 | 21 | 11 | 12 | 68 | 40 | +28 | 74  |
|  | 3.  | Fuerza Amarilla    | 44 | 20 | 14 | 10 | 50 | 42 | +8  | 74  |
|  | 4.  | Olmedo             | 44 | 19 | 15 | 10 | 60 | 47 | +13 | 72  |
|  | 5.  | Liga de Portoviejo | 44 | 20 | 11 | 13 | 55 | 46 | +9  | 71  |
|  | 6.  | Puerto Quito       | 44 | 16 | 10 | 18 | 50 | 55 | −5  | 58  |
|  | 7.  | Manta              | 44 | 13 | 17 | 14 | 54 | 53 | +1  | 56  |
|  | 8.  | Santa Rita         | 44 | 14 | 10 | 20 | 42 | 58 | −16 | 52  |
|  | 9.  | Liga de Loja       | 44 | 11 | 16 | 17 | 32 | 45 | −13 | 48  |
|  | 10. | Orense             | 44 | 10 | 13 | 21 | 45 | 61 | −16 | 43  |
|  | 11. | Gualaceo           | 44 | 9  | 14 | 21 | 36 | 55 | −19 | 41  |
|  | 12. | Clan Juvenil       | 44 | 12 | 10 | 22 | 44 | 61 | −17 | 38  |

|  | Ascendido a la Serie A 2019 y clasificado al repechaje por la Copa Sudamericana 2019. |
|  | Ascendido a la Serie A 2019.                                                          |
|  | Ascendidos a la Serie A 2019.                                                         |
|  | Descendidos a la Segunda Categoría 2019.                                              |

### Evolución de la clasificación general
| Equipo / Fecha     | 23 | 24 | 25 | 26 | 27 | 28 | 29 | 30 | 31 | 32 | 33 | 34 | 35 | 36 | 37 | 38 | 39 | 40 | 41 | 42 | 43 | 44 |
| ------------------ | -- | -- | -- | -- | -- | -- | -- | -- | -- | -- | -- | -- | -- | -- | -- | -- | -- | -- | -- | -- | -- | -- |
| Mushuc Runa        | 2  | 2  | 2  | 2  | 1  | 2  | 1  | 1  | 2  | 1  | 1  | 1  | 1  | 1  | 1  | 2  | 1  | 1  | 1  | 1  | 1  | 1  |
| América de Quito   | 1  | 1  | 1  | 1  | 2  | 1  | 2  | 3  | 1  | 2  | 3  | 3  | 3  | 3  | 3  | 3  | 3  | 3  | 3  | 2  | 2  | 2  |
| Fuerza Amarilla    | 4  | 3  | 3  | 3  | 3  | 3  | 3  | 2  | 3  | 3  | 2  | 2  | 2  | 2  | 2  | 1  | 2  | 2  | 2  | 3  | 4  | 3  |
| Olmedo             | 3  | 4  | 5  | 6  | 6  | 5  | 5  | 5  | 5  | 5  | 5  | 5  | 4  | 5  | 5  | 5  | 5  | 5  | 4  | 5  | 3  | 4  |
| Liga de Portoviejo | 6  | 5  | 6  | 5  | 4  | 4  | 4  | 4  | 4  | 4  | 4  | 4  | 5  | 4  | 4  | 4  | 4  | 4  | 5  | 4  | 5  | 5  |
| Puerto Quito       | 7  | 8  | 9  | 7  | 9  | 10 | 10 | 9  | 8  | 7  | 6  | 7  | 6  | 6  | 7  | 7  | 6  | 7  | 6  | 6  | 6  | 6  |
| Manta              | 8  | 7  | 8  | 9  | 7  | 7  | 8  | 7  | 7  | 6  | 7  | 6  | 7  | 7  | 6  | 6  | 7  | 6  | 7  | 7  | 7  | 7  |
| Santa Rita         | 5  | 6  | 4  | 4  | 5  | 6  | 6  | 6  | 6  | 9  | 9  | 8  | 8  | 8  | 8  | 8  | 9  | 8  | 8  | 8  | 8  | 8  |
| Liga de Loja       | 9  | 10 | 10 | 10 | 10 | 9  | 9  | 10 | 10 | 10 | 10 | 10 | 10 | 10 | 9  | 9  | 8  | 9  | 9  | 9  | 9  | 9  |
| Orense             | 12 | 12 | 12 | 11 | 11 | 12 | 12 | 11 | 11 | 11 | 11 | 11 | 11 | 11 | 10 | 10 | 10 | 10 | 10 | 10 | 10 | 10 |
| Gualaceo           | 11 | 11 | 11 | 12 | 12 | 11 | 11 | 12 | 12 | 12 | 12 | 12 | 12 | 12 | 12 | 12 | 12 | 12 | 12 | 12 | 11 | 11 |
| Clan Juvenil       | 10 | 9  | 7  | 8  | 8  | 8  | 7  | 8  | 9  | 8  | 8  | 9  | 9  | 9  | 11 | 11 | 11 | 11 | 11 | 11 | 12 | 12 |

### Campeón
| |
| Mushuc Runa Sporting Club 1.er título Ascendió a la Serie A                                                               |
| También ascendió América de Quito como subcampeón.                                                                        |
| También ascendieron Fuerza Amarilla como 3.° puesto de la Tabla acumulada y Olmedo como 4.° puesto de la Tabla acumulada. |

## Clasificación a la Copa Sudamericana 2019
| Equipos     | Vía de clasificación                                |
| ----------- | --------------------------------------------------- |
| Aucas       | 8.° puesto de la Tabla acumulada de la Serie A 2018 |
| Mushuc Runa | Campeón de la Serie B                               |

### Ida
| 11 de diciembre, 12:00 | Mushuc Runa | 1:0 (0:0)                                    | Aucas | Estadio Mushuc Runa COAC, Ambato |                         |
|                        | Renato 88'  | FEF Reporte La Red Reporte Soccerway Reporte |       | Árbitro(s): Marlon Vera          | Árbitro(s): Marlon Vera |

### Vuelta
| 15 de diciembre, 12:00 | Aucas                   | 2:2 (0:1) (Global 2:3)                       | Mushuc Runa               | Estadio Gonzalo Pozo Ripalda, Quito |                             |
|                        | Montaño 72' · Govea 86' | FEF Reporte La Red Reporte Soccerway Reporte | Estupiñán 42' · Rivas 70' | Árbitro(s): Vinicio Espinel         | Árbitro(s): Vinicio Espinel |

- Mushuc Runa ganó la serie por un global de 3 - 2.

|                                                                            |
|                                                                            |
| Mushuc Runa Sporting Club Clasificado a Copa Sudamericana 2019 (Ecuador 4) |

## Goleadores
- Actualizado el 1 de diciembre de 2018

| Jugador             | Equipo             |    | PJ | Promedio |      | Penalti |
| ------------------- | ------------------ | -- | -- | -------- | ---- | ------- |
| 1. Álex George      | Puerto Quito       | 18 | 39 | 0.46     | 3033 | 4       |
| 2. Luis Espinola    | Manta              | 17 | 41 | 0.41     | 3600 | 6       |
| 3. Arnaldo Gauna    | Olmedo             | 16 | 39 | 0.41     | 3049 | -       |
| 4. Fábio Renato     | Mushuc Runa        | 16 | 43 | 0.37     | 3186 | 2       |
| 5. Daniel Néculman  | Liga de Portoviejo | 14 | 41 | 0.34     | 3325 | 6       |
| 6. Orlen Quintero   | América de Quito   | 14 | 42 | 0.33     | 3453 | 2       |
| 7. Esteban Rivas    | Mushuc Runa        | 13 | 41 | 0.32     | 1641 | -       |
| 8. Federico Laurito | América de Quito   | 12 | 24 | 0.50     | 2077 | -       |
| 9. Gabriel Méndez   | Liga de Portoviejo | 11 | 34 | 0.32     | 2610 | 2       |
| 10. Luis Bolaños    | Olmedo             | 11 | 40 | 0.27     | 2860 | 3       |

## Máximos asistentes
- Actualizado en  1 de diciembre de 2018.

| Jugador            | Equipo             |    |
| ------------------ | ------------------ | -- |
| 1. Luis Bolaños    | Olmedo             | 10 |
| 2. Enson Rodríguez | América de Quito   | 7  |
| 3. Bagner Delgado  | Mushuc Runa        | 7  |
| 4. Gabriel Méndez  | Liga de Portoviejo | 7  |
| 5. Freddy Araujo   | Olmedo             | 6  |
| 6. Christian Lara  | Clan Juvenil       | 5  |
| 7. Jorge Chávez    | Puerto Quito       | 5  |
| 8. Hugo Vélez      | Liga de Portoviejo | 5  |
| 9. Héctor Penayo   | Fuerza Amarilla    | 5  |
| 10. Jimmy Gómez    | Manta              | 4  |